# The Prize (1963)
The Prize is een Amerikaanse misdaadfilm uit 1963 onder regie van Mark Robson. Het scenario is gebaseerd de gelijknamige roman uit 1962 van de Amerikaanse auteur Irving Wallace. Destijds werd de film in Nederland uitgebracht onder de titel Ontvoering uit Stockholm.

## Verhaal
De Nobelprijzen zijn toegekend. Voor scheikunde gaat de prijs naar het echtpaar Denise en Claude Marceau, voor natuurkunde naar dr. Max Stratman, voor geneeskunde naar Carlo Farelli en John Garrett, en voor letterkunde naar de nog jonge Andrew Craig. De prijswinnaars logeren in het Grand hotel in Stockholm en blijken allemaal hun problemen te hebben. Zo staat het huwelijk van de Marceaus op springen, zeker nu Claude zijn minnares Monique heeft meegenomen. Farelli en Garrett ruziën over het feit of Farelli niet de onderzoeksresultaten heeft gestolen van Garrett. Stratman gaat tegen het advies van zijn nichtje de stad in om te praten met wat schimmige oude vrienden uit het oostblok. Andrew Craig spant echter de kroon. Hij heeft al jaren geen boek meer geschreven, is voortdurend dronken, zit achter vrouwen aan en wil eigenlijk helemaal geen Nobelprijs, alleen de 50.000 dollar die er bij hoort. Als Craig in het hotel arriveert wordt hij voorgesteld aan Stratman, die zich ontpopt als een aardige, praatgrage man, die het leuk vindt om gefotografeerd te worden. De volgende dag wordt er een persconferentie gehouden en ontmoet Craig Stratman weer. De man weigert nu echter foto's, is slechtgehumeurd en zegt Craig niet te kennen. Als Craig met de pers praat vraagt een journalist hoe hij kan overleven, als hij al zo lang niets geschreven heeft. De verbaasde journalisten krijgen te horen dat de schrijver misdaadromannetjes schrijft onder een pseudoniem. Als iemand een voorbeeld vraagt van een verhaallijn komt Craig met het idee dat een Nobelprijswinnaar, bijvoorbeeld Stratman, is vervangen door een dubbelganger. Iedereen lacht, inclusief Stratman die staat te luisteren. Als de persconferentie is afgelopen krijgt Craig een telefoontje, iemand vraagt hem naar een bepaald adres te komen. Als Craig arriveert vindt hij een stervende man die alleen nog "meeuw" kan zeggen. Craig vraagt hulp aan Inger Lisa Andersson. Deze Zweedse, die hem is toegewezen door het Zweedse ministerie van Buitenlandse Zaken, denkt dat Craig dronken is, maar gaat met hem mee. Op het adres woont nu echter een vrouw en is geen lijk te vinden. De boze Craig wordt nu nog meer gewantrouwd. Hij begint echter zelf te vermoeden dat alles heeft te maken met de veranderde Max Stratman. Zeker als hij hoort dat dokter Garrett in een ziekenhuis een gewonde Stratman heeft gezien. Niet lang daarna wordt Craig in een merkwaardig complot. Het blijkt dat Stratman is ontvoerd en vervangen door zijn dood gewaande tweelingbroer. Deze moet op de dag van de uitreiking de Nobelprijs weigeren en aankondigen dat hij weer terugkeert naar Oost-Duitsland. Met behulp van Inger weet Craig de echte Stratman te achterhalen op het schip De Meeuw en op tijd terug te brengen voor de ceremonie.

## Achtergrond
De auteur Irving Wallace besteedde twee jaar aan opzoekingswerk naar de Nobelprijsuitreiking. Hij bezocht Stockholm meermaals en schreef vervolgens The Prize. In de roman ligt de nadruk op de Nobelprijs en hoe de verschillende winnaars daarmee omgaan. Ernest Lehman bewerkte het boek tot een filmscenario dat meer de nadruk legt op het misdaadelement. Lehman schreef met zijn draaiboek voor de film North by Northwest eerder al een gelijkaardig scenario voor Alfred Hitchcock. Er werd studio-opnamen gemaakt in de Verenigde Staten. Daarnaast werd er ook op locatie gefilmd in Stockholm in en rond het Grand Hotel, Norrmalm, bij Humlegården, Östermalm, Stockholm, Katarinahissen, Södermalm, en het Konserthuset, Hötorget, Norrmalm, Stockholm. Soms paste de locatie niet helemaal bij het scenario. In een van de scènes wordt Paul Newman vanaf de top van de Katarina-lift naar beneden gegooid. In werkelijkheid zou hij te pletter zijn gevallen, in de film belandt hij in het water. De filmploeg moest daarvoor een kleine honderd meter verderop filmen. Wat ook opvalt, is dat de film opgenomen is in de zomer, terwijl de uitreiking van de Nobelprijzen plaatsvindt op 10 december.

## Rolverdeling
| Acteur             | Personage              |
| ------------------ | ---------------------- |
| Paul Newman        | Andrew Craig           |
| Edward G. Robinson | Dr. Max Stratman       |
| Elke Sommer        | Inger Lisa Andersson   |
| Diane Baker        | Emily Stratman         |
| Micheline Presle   | Dr. Denise Marceau     |
| Gérard Oury        | Dr. Claude Marceau     |
| Sergio Fantoni     | Dr. Carlo Farelli      |
| Kevin McCarthy     | Dr. John Garrett       |
| Leo G. Carroll     | Graaf Bertil Jacobsson |
| Sacha Pitoëff      | Daranyi                |
| Jacqueline Beer    | Monique Souvir         |
| John Wengraf       | Hans Eckhart           |
| Don Dubbins        | Ivar Cramer            |
| Virginia Christine | Mevrouw Bergh          |
| Rudolph Anders     | Rolfe Berghe           |
| Martine Bartlett   | Saralee Garrett        |
| Karl Swenson       | Hilding                |
| John Qualen        | Oscar                  |
| Ned Wever          | Clark Wilson           |

## Prijzen en nominaties
| Jaar | Prijs         | Categorie                 | Genomineerde(n) | Uitslag     |
| ---- | ------------- | ------------------------- | --------------- | ----------- |
| 1964 | Golden Globes | Beste vrouwelijke belofte | Elke Sommer     | Gewonnen    |
| 1964 | Golden Globes | Beste vrouwelijke bijrol  | Diane Baker     | Genomineerd |